# Gosnay
Gosnay település Franciaországban, Pas-de-Calais megyében. Lakosainak száma 946 fő (2022. január 1.). Gosnay Fouquereuil, Labeuvrière, Bruay-la-Buissière, Fouquières-lès-Béthune és Hesdigneul-lès-Béthune községekkel határos.

## Népesség
A település népességének változása:
| Lakosok száma | 963  | 942  | 954  | 951  | 955  | 956  | 949  | 952  | 946  |
|               | 2013 | 2015 | 2016 | 2017 | 2018 | 2019 | 2020 | 2021 | 2022 |